# Венера и Адонис (Шекспир)
«Вене́ра и Адо́нис» — эротическая поэма Уильяма Шекспира, написанная в 1592—1593 годах и опубликованная впервые в 1593 году. Сюжетно восходит к «Метаморфозам» Овидия. Поэма имеет сложную калейдоскопическую структуру с использованием меняющегося тона и перспективы с целью отражения разных, противоположных друг другу взглядов на сущность любви. При жизни Шекспира это было самое популярное из его печатных произведений. Оно часто упоминается его современниками. К моменту смерти автора вышло не менее десяти изданий поэмы.

## Сюжет
Адонис готовится к охоте; Венера всячески пытается соблазнить его. Между ними разгорается страсть, но Адонис полагает, что он слишком юн для любовных романов и ему интереснее охота. Вскоре Адонис погибает из-за несчастного случая во время охоты. Эротические пассажи «Венеры и Адониса» — самые откровенные во всём шекспировском творчестве.

## Исторические корни
В 1593 году вспышка бубонной чумы заставила власти Лондона закрыть все общественные театры. К тому времени Шекспир написал уже 5 пьес и постепенно становился известным драматургом. Поскольку театры не работали, он начал писать поэтические произведения, которые посвятил Генри Ризли, 3-му графу Саутгемптону.
В 1594 году Шекспир посвящает Ризли «Венеру и Адониса» и «Лукрецию»; в то время у графа было тяжелое финансовое положение, но возможно, что он всё же заплатил Шекспиру достаточный гонорар, в результате драматург стал владельцем одной двенадцатой части театральной компании и стал получать проценты со всех постановок труппы. Позднее он вновь вернулся к написанию пьес и отошёл от длинных стихотворений и поэм.

## Литературные корни

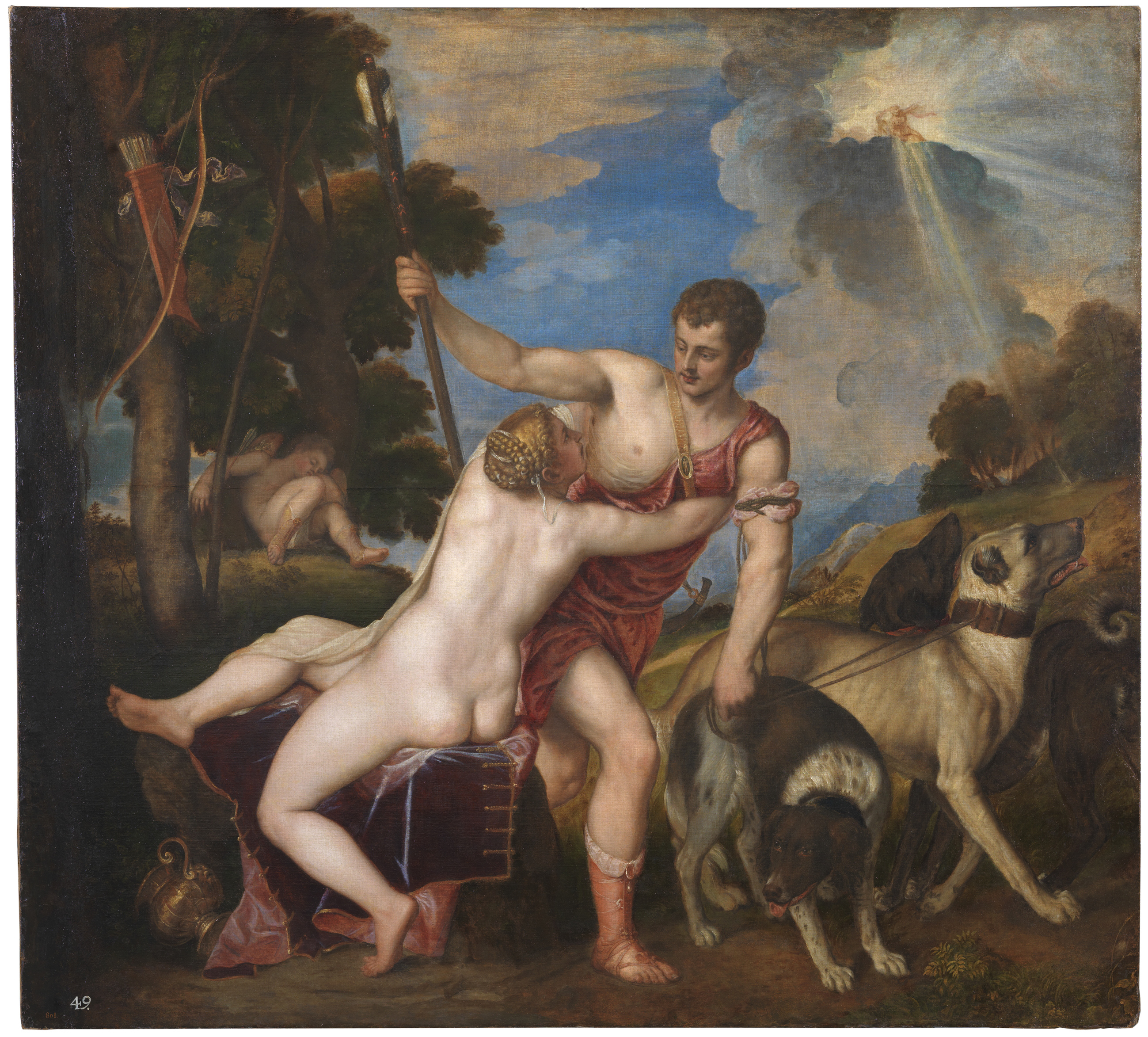
Тициан «Венера и Адонис»

Венера и Адонис — герои «Метаморфоз» Овидия (книги 10). Овидий описал историю того, как Венера нашла своего первого любовника среди смертных. Их отношения длились долгое время; богиня часто предупреждала своего возлюбленного о всевозможных опасностях охоты, в том числе поведала историю Аталанты и Меланиона. Но Адонис был слишком увлечен охотой и не слушал её советов, и однажды во время охоты Адониса убил дикий вепрь.
Шекспир создал поэму из 1194 строк. Его нововведение состояло в том, что Адонис отказывался от предложений Венеры. Историк Эрвин Панофский утверждает, что Шекспир не видел картину Тициана, где Адонис оставляет обнимающую его Венеру. Однако в пьесах Шекспира, написанных ранее, уже присутствовали активные целеустремленные героини, добивающиеся мужчины («Два веронца»).
Другая инновация состоит в том, что Шекспир использовал Аристотелево единство действия: действие происходит в одном месте, длится с утра до утра и сфокусировано на двух героях.